# Jay Kay
Jay Kay, właściwie Jason Luís Cheetham (ur. 30 grudnia 1969 w Stretford, Manchester) – angielski muzyk. Jest głównym kompozytorem i wokalistą grupy Jamiroquai.

## Młodość i kariera
Kay dorastał wychowywany przez swoją matkę, Karen Kay – angielską piosenkarkę kabaretową, jazzową i parodystkę pochodzenia żydowskiego – oraz przybranego ojca, Jamesa Royala. Biologiczny ojciec Kaya, Portugalczyk Luís Saraiva, spotkał się z synem po raz pierwszy dopiero w 2003 roku. Kay nie ma rodzeństwa – jego jedyny brat (bliźniak) zmarł podczas porodu. Został wykształcony w autonomicznej szkole Oakham School w Rutland. Jako trzynastolatek wspólnie z ojczymem spędził 6 miesięcy w Tajlandii.
W młodości Kay był bezdomny i utrzymywał się popełniając drobne przestępstwa. Po incydencie z łamaniem prawa postanowił wyczyścić przeszłość, zerwać z przestępczością i skupić się na muzyce. Wraz z innymi muzykami założył w roku 1992 zespół Jamiroquai. Pierwszymi członkami zespołu byli Toby Smith, Stuart Zender, Nick Van Gelder, Wallis Buchanan oraz Jay Kay jako wokalista.
Jamiroquai sprzedał ponad 20 milionów płyt, jego przeboje utrzymywały się łącznie przez 141 tygodni na brytyjskich listach przebojów. W 2013 roku majątek Kaya został wyceniony na około 45 mln funtów. Został sklasyfikowany na 950. miejscu listy najbogatszych Brytyjczyków The Sunday Timesa w roku 2004.

## Samochody
Poza swoją miłością do muzyki Kay jest dobrze znany z miłości do samochodów. Posiada ogromną kolekcję sportowych samochodów, w skład której wchodzą między innymi takie marki jak: Ferrari, Lamborghini, Mercedes i Aston Martin. Jego miłość do motoryzacji została wyrażona w albumie Travelling without Moving, na którego okładce znajduje się kolaż charakterystycznego dla Jamiroquaia logo „Buffalo Man” oraz herbu Ferrari. Natomiast w teledysku Cosmic Girl można zobaczyć trzy samochody z jego kolekcji.
W maju 1998 roku Kay został zatrzymany za jazdę z nadmierną prędkością (110 mil na godzinę) i odebrano mu prawo jazdy na okres 42 dni. Po tym wydarzeniu powiedział w wywiadzie: „Miałem dużo szczęścia. Mój prędkościomierz wskazywał już nawet 175 mph podczas jazdy drogą publiczną. Gdybym został wówczas złapany, trafiłbym do więzienia”. We wrześniu 2004 roku Jay został usunięty z ruchu drogowego na 6 miesięcy.